# دیستروفی ماهیچه‌ای لیمب گیردل

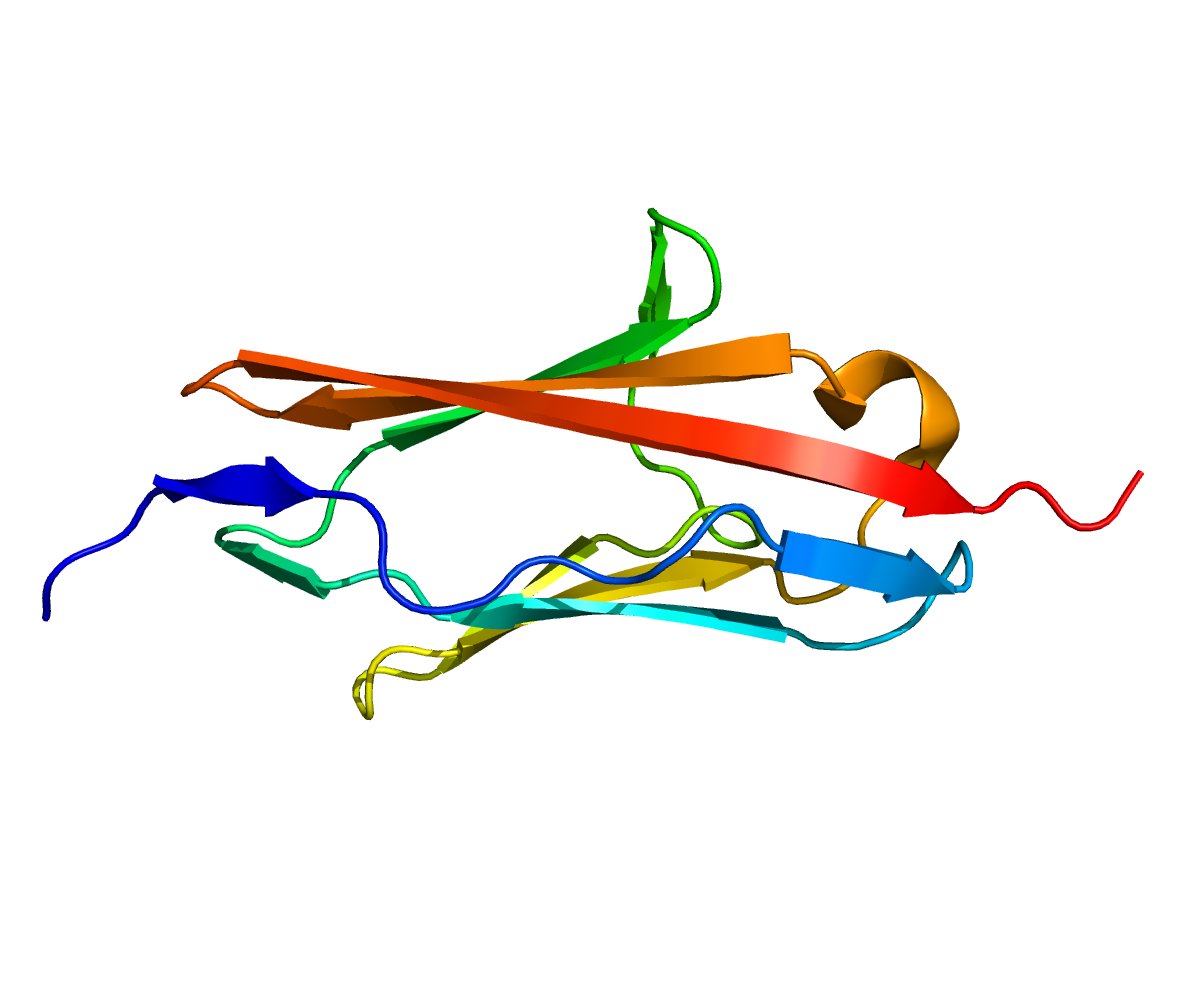
ساختار پروتئین MYOT.
بر اساس رندر PyMOL از PDB

دیستروفی ماهیچه‌ای لیمب گیردل (به انگلیسی: Limb-girdle muscular dystrophy)، (اختصاری LGMD) از نظر ژنتیکی هتروژنی بوده و علایم بالینی بیماری شامل ضعف اولیه عضلات لگن و شانه می‌باشد و به دنبال آن عضلات قسمت پروکسیمال دست و پا نیز درگیر می‌شود. آنالیز پیوستگی ژنها به بیماری، در فامیلهای بزرگ و هم در خانواده‌های با ازدواج‌های فامیلی نشان داد که حداقل ۱۱ لوکوس مختلف مسئول دیستروفی عضلانی Limb Girdle می‌باشند و موتاسیون در ژنهایی که پروتئینهای سارکوگلیکان (Sarcoglycan) را کد می‌کنند پیوسته با این بیماری می‌باشند. اشکال در سارکوگلیکان مانع از اتصال F-actin با ماتریکس خارج سلولی توسط دیستروفین می‌شود و در نهایت سلولهای عضلانی دژنره شده و توانایی عضلات از بین می‌رود.